# 奇網
奇網（きもう、ラテン語: rete mirabile, 複数形 retia mirabilia）または怪網（かいもう）は、脊椎動物に見られる、動脈と静脈からなる構造である。これらの血管は非常に細く、ごく近接して配置されており、内部の血流は互いに逆方向になっている。これは対向流交換系と呼ばれ、熱・イオン・気体などを血管壁を通して効率よく交換することができる。rete mirabile はラテン語で「驚異的な網」を意味する。

## 鳥類
水かきを持つ鳥類では脚に奇網がある。水かきに向かう動脈血と体に戻る静脈血の間で熱交換を行うことで、水かきの温度を外部の温度に近づけ、体温が逃げることを防いでいる。ペンギンではフリッパーや鼻腔にも奇網がある。

## 魚類
魚類では、奇網を用いて鰾に気体を送り込み、浮力の調節を行なっている。まず、鰾のガス腺から静脈血中に乳酸が分泌され、pHが低下する。このことで、ヘモグロビンから酸素が遊離すると同時に炭酸水素イオンが二酸化炭素となる。これらの気体は対向流交換系を通じて動脈へと拡散し、ガス腺に戻って鰾内に放出される。
また、高速で遊泳する魚類では、局所的に筋肉の温度を上げるためにも用いられる。これにより代謝率が高まり、長時間にわたって大きな力を発生させることができる。

## 哺乳類
哺乳類では、傍髄質糸球体の輸出細動脈にこの構造があり、腎皮質の高張性を維持するために重要である。この領域の高張性のため腎臓の尿細管から水が再吸収され、尿が濃縮されることで水の損失を抑えることができる。
四肢に血管性の奇網を持つ哺乳類も多い。これは四肢の温度を下げて代謝率を落としたり、熱損失を防ぐためのものである。穴居性・樹上性・水生の哺乳類では、特に頻繁にこの構造が見られる。水中ではいわゆる"潜水反射"を起こすため、樹上では枝に掴まることで姿勢が制限されるために、このような適応が望ましいものとなっている。特に、樹上を低速で移動するナマケモノ・ロリス・アリクイなどでは奇網が高度に発達し、血管束 (vascular bundle) と呼ばれる構造となっている。
犬・羊など様々な哺乳類の後頭部にも存在し、脳に送る血液・あえぐことで冷やされた血液の間で熱交換を行い、脳を熱から保護する。他には、精巣の温度を下げて生産力を増加させるために用いられているが、これは有袋類で特に発達している。
古代の医師ガレノスは羊の奇網とヒトの頚動脈洞を混同し、ヒトの奇網には重要な役割があると書き残している。だが、これはヤコポ・ベレンガリオ・ダ・カルピやアンドレアス・ヴェサリウスによって間違いであると証明された。